# Cephalops mainensis
Cephalops mainensis är en tvåvingeart som beskrevs av Cresson 1911. Cephalops mainensis ingår i släktet Cephalops och familjen ögonflugor.
Artens utbredningsområde är Maine. Inga underarter finns listade i Catalogue of Life.